# Роберт Тодд Лінкольн
Роберт Тодд Лінкольн (англ. Robert Todd Lincoln; 1 серпня 1843 року, Спрінгфілд, Іллінойс — 26 липня 1926 року, Манчестер, Вермонт) — американський політик та юрист. Перший син президента Авраама Лінкольна та Мері Тодд Лінкольн, і єдиний, хто жив до повноліття.

## Біографія
Роберт Лінкольн народився в Спрингфілді, штат Іллінойс, і закінчив Гарвардський коледж, перш ніж служити в штабі Улісса Гранта капітаном Армії Союзу в останні дні Громадянської війни в Америці. Після війни Лінкольн одружився з Мері Харлан Лінкольн, і у них народилося троє дітей, двоє з яких дожили до повноліття. Після закінчення Юридичної школи в Чикаго він створив успішну юридичну практику і розбагатів, представляючи інтереси корпоративних клієнтів.
Активно беручи участь у Республіканській політиці і будучи відчутним символом спадщини свого батька, Лінкольн часто згадувався як можливий кандидат на пост президента, але ніколи не робив ніяких кроків для організації передвиборної компанії. Єдиною посадою, на яку він був обраний, був міський доглядач Південного Чикаго, який він займав з 1876 по 1877 рік; пізніше місто стало частиною міста Чикаго. Лінкольн прийняв призначення на посаду військового міністра в адміністрації Джеймса Гарфілда, продовжуючи працювати під керівництвом Честера Артур, а також в як Посол Сполучених Штатів в Сполученому Королівстві (з тією роллю, яка тоді називалася «міністр») в адміністрації Бенджаміна Гаррісона.
Лінкольн служив головним радником Автомобільної компанії Pullman Palace, а після смерті засновника Джорджа Пульмана в 1897 році Лінкольн став президентом компанії. Після відходу з цієї посади в 1911 році Лінкольн займав пост голови правління до 1922 року. В останні роки життя Лінкольна він жив у будинках у Вашингтоні, округ Колумбія, і Манчестері, штат Вермонт; Манчестерський будинок, Хільден, був внесений до Національного реєстру історичних місць США в 1977 році. У 1922 році він взяв участь у церемонії посвячення Меморіалу Лінкольна. Лінкольн помер у Хільдені 26 липня 1926 року, за шість днів до свого 83-го дня народження, і був похований на
Арлінгтонському національному кладовищі.

## Сім'я і діти
24 вересня 1868 року Лінкольн одружився з колишньою Мері Юніс Харлан (25 вересня 1846 — 31 березня 1937), дочкою сенатора Джеймса Харлана і Енн Елізи Пек з Маунт-Плезант, штат Айова. У них було дві дочки і один син.
- Мері Лінкольн (15 жовтня 1869 — 21 листопада 1938)
- Авраам Лінкольн II (на прізвисько Джек) (14 серпня 1873 — 5 березня 1890)
- Джессі Харлан Лінкольн (6 листопада, 1875 — 4 січня 1948 року)

В епоху, коли ще не було кондиціонерів, Роберт, Мері та діти часто залишали своє гаряче міське життя позаду для більш прохолодного клімату. Приємний. Протягом 1880-х років сім'я буде літо в будинку Харлан. Будинок Харлан-Лінкольн, побудований в 1876 році, стоїть досі. Подарований Мері Харлан Лінкольн Коледжу Уеслі штату Айова в 1907 році, тепер він служить музеєм, що містить колекцію артефактів з сім'ї Лінкольна і з президентства Авраама Лінкольна.

## Політика

### Військовий міністр (1881—1885)
З 1876 по 1877 рік Лінкольн служив міським інспектором Південного Чикаго, який пізніше був поглинений містом Чикаго. У 1877 році він відхилив пропозицію президента Резерфорда Хейса призначити його помічником Державного секретаря, але пізніше прийняв призначення на посаду військового секретаря президента Джеймса Гарфілда, який служив з 1881 по 1885 рік під керівництвом президентів Гарфілда і Честера Артура.
Під час його перебування на цій посаді в Цинциннаті спалахнули заворушення 1884 року через справу, в якій присяжні винесли вердикт про ненавмисне вбивство, а не про вбивство в справі, яке, як багато хто підозрював, було сфальсифіковано. Сорок п'ять людей загинули протягом трьох днів заворушень, перш ніж американські війська, послані Лінкольном, відновили спокій.
Після своєї служби як військовий міністр Лінкольн допоміг Оскару Дадлі в створенні Іллінойської промислової школи для хлопчиків в Норвуд-парку в 1887 році, після того як Дадлі (співробітник гуманного суспільства) «виявив більше бездомних, покинутих і ображених хлопчиків, ніж собак на вулицях міста». школа переїхала в Гленвуд, штат Іллінойс, в 1890 році і зовсім недавно змінила свою назву на Академію Гленвуда; вперше вона прийняла дівчаток в 2001 році.

### Міністр у суді Сент-Джеймса
Лінкольн служив міністром США у Сполученому Королівстві, формально при дворі Сент-Джеймса, з 1889 по 1893 рік при Президенті Бенджаміні Гаррісоні. Син-підліток Лінкольна, Авраам II Джек, помер в цей час в Європі. після служіння як міністр, Лінкольн повернувся в приватний бізнес як адвокат.

### Нещасний випадок
Був врятований від смерті від нещасного випадку на залізниці Едвіном Бутом, братом вбивці свого батька, незадовго до його вбивства. Інцидент стався на залізничній платформі в Джерсі-Сіті, штат Нью-Джерсі. Точна дата події не встановлена, але, найімовірніше, це сталося в кінці 1864 або на початку 1865 р., незадовго до вбивства Авраама Лінкольна Джоном Бутом.
Роберт Лінкольн згадував про цей інцидент в 1909 р., в листі до Річарда Уотсона Гілдера, редактора журналу «Сенчурі-Мегезін».
інцидент стався в той час, коли, пізно ввечері, група пасажирів купувала квитки на поїзд у кондуктора, який стояв на платформі біля входу у вагон. Платформа була вище рівня входу в вагон, і, звичайно ж, між платформою і вагоном був невеликий проміжок. Натовп прибував і на мене стали тиснути. В цей же час поїзд рушив, мене збили з ніг, і я став падати з платформи ногами вниз у відкритий проміжок, абсолютно не в силах як-небудь собі допомогти; в цей час мене різко схопили за комірець пальто і витягнули на безпечну поверхню платформи. Обернувшись, щоб подякувати своєму Спасителю, я побачив Едвіна Бута, чиє обличчя, зрозуміло, було мені добре знайоме, і висловив йому подяку, назвавши при цьому його по імені.

## Республіканська політика
З 1884 по 1912 рік ім'я Лінкольна згадувалося з різним ступенем серйозності як кандидат на пост республіканського президента або віце-президента. На кожному кроці він непохитно заперечував будь-який інтерес до бігу і заявив, що не прийме жодну з цих посад, якщо його висунуть.

## Смерть
Помер у своєму будинку у Вермонті під час сну 26 липня 1926 року. Не дожив менше тижня до 83 років. Причиною смерті було названо крововилив в мозок, викликане атеросклерозом.